# Puy-Saint-André
Puy-Saint-André é uma comuna francesa na região administrativa da Provença-Alpes-Costa Azul, no departamento de Altos-Alpes. Estende-se por uma área de 15,37 km². Em 2010 a comuna tinha 480 habitantes (densidade: 31,2 hab./km²).